# キャロルの祭典
キャロルの祭典（キャロルのさいてん、英語: Ａ Ceremony of Carols）作品28は英国の作曲家、ベンジャミン・ブリテンが1943年に発表した11曲からなる合唱曲である。

## 概要
ベンジャミン・ブリテンは1942年にカナダからイギリスへ帰る船旅の途中で「聖セシリアへの賛歌」と同様な形式の「７つのクリスマス・キャロル」を作曲した。後者は同年12月にノリッジ城図書室で初演されている。 
その後、ブリテンはいくつかの曲を変更・追加して、1943年に「キャロルの祭典」を完成・出版し、初演は1943年12月4日、ロンドンのウィグモア・ホールで行なっている。  

## 曲目
全曲は
- 1. 入堂 Procession
- 2. 主の降誕を歓迎！ Wolcum Yole!
- 3. そのようなバラはない There is no Rose
- 4a. あの幼児が That yonge child
- 4b. 子守り歌 Balulalow
- 5. 四月の露のように As dew in Aprile
- 6. この赤子が This little Babe - 聖Robert Southwell, 1595
- 7. 間奏曲 Interlude - ハープ独奏
- 8. 凍りつく冬の夜に In Freezing Winter Night - 聖Robert Southwell, 1595
- 9. 春のキャロル Spring Carol
- 10. 神に感謝 Deo Gracias
- 11. 退堂 Recession

である。

## 中英語の発音について
歌詞はラテン語の歌詞以外に、中英語で書かれた歌詞が多く使われ、中英語の発音は当時の発音に厳格に近づけたい方法  も、現在の英語の発音に比較的近い方法  もある。